# ジャンヌ・ダルクの異名を持つ人物の一覧

ドミニク・アングルによるジャンヌ・ダルクの肖像画

ジャンヌ・ダルクの異名を持つ人物の一覧は、女性に与えられる異名・称号の一種である。
ジャンヌ・ダルク（仏：Jehanne Darc）は、15世紀に起きた百年戦争でのフランスの英雄であるが、女性ながらに勇敢に戦った姿になぞらえて、現在でも特定の特筆性を持つ女性に対して「○○界のジャンヌ・ダルク」と通称されることがある。

## 一覧
- 徴姉妹（ベトナムのジャンヌ・ダルク[1]、?-43年） - 後漢の支配下の南越で反乱を首謀した姉妹。但し、ジャンヌ・ダルクよりも1400年近くも前の時代の人物である。
- 鶴姫（瀬戸内のジャンヌ・ダルク、1526年?-1543年?） - 戦国時代の伊予国の人物。小説『海と女と鎧 瀬戸内のジャンヌ・ダルク』により広まる。実在が疑われている[2]。
- ゲッシェ・マイブルク（ブラウンシュヴァイクのジャンヌ・ダルク、1581年-1617年） - ブラウンシュヴァイクの市民。同市が包囲された際、陥落から救うほど精力的に戦ったとされる[3]。
- ラクシュミー・バーイー（インドのジャンヌ・ダルク[4]、1835年?–1858年） - インド大反乱でイギリス軍に対抗した王妃
- 新島八重（幕末のジャンヌ・ダルク[5]、1845-1932）戊辰戦争で新政府軍に抵抗、終戦後は新島襄と結婚し、その死後には日本赤十字社の看護婦として活動した。
- 福田英子（東洋のジャンヌ・ダルク[6]、1865年-1927年）－自由民権運動において、初の女性運動家として活躍した
- マリア・ボチカリョーワ（ロシアのジャンヌ・ダルク[7]、1889年–1920年） - 第一次世界大戦時のロシアの軍人
- 柳寛順（朝鮮（韓国）のジャンヌ・ダルク[8]、1902年-1920年） - 日本統治時代の朝鮮で独立運動をしたとされている[9]。韓国のキリスト教信者。
- 川島芳子（東洋のジャンヌ・ダルク、満州のジャンヌ・ダルク[10]、1907年-1948年） - 日本軍の工作員として活動した清朝の王族
- 中山律子 (和製ジャンヌ・ダルク[11]、1942年-) - 日本の元プロボウリング選手。日本プロボウリング協会名誉会長なども務める。
- 朴槿恵（ハンナラ党のジャンヌ・ダルク[12]、1952年-） - 第18代韓国大統領
- 稲田朋美（自民党のジャンヌ・ダルク[13]、1959年-） - 日本の政治家。
- 辻元清美(社民党[14]のジャンヌ・ダルク[15]、1960年-) - 日本の政治家。
- ユーリヤ・ティモシェンコ（ウクライナのジャンヌ・ダルク[16]、1960年-） - 第11代、第14代ウクライナ首相
- 四元奈生美（卓球界のジャンヌ・ダルク[17]、1978年-） - プロ卓球選手。派手な身なりで試合に臨む。
- 金命時（朝鮮のジャンヌ・ダルク、1907年-1949年） - 日本統治時代の朝鮮、中国で抗日運動をしたとされている。ソ連や中国、北朝鮮の共産党との関わりから、長らく独立有功者として認めれなかった[18]。